# Mount Vernon, Virginia
Mount Vernon är en ort i Fairfax County i delstaten Virginia, USA med 28 582 invånare (2000). Här dog USA:s första president, George Washington den 14 december 1799. Orten har namn efter Washingtons privatbostad, Mount Vernon.